# Bernard Rose
Bernard Rose (Londres, 4 de agosto de 1960) é um diretor de cinema e roteirista inglês. É mais famoso por dirigir o filme de terror Candyman (1992) e o filme de romance histórico Immortal Beloved (1994).

## Filmografia
- 1986: Smart Money
- 1987: Body Contact
- 1988: Paperhouse
- 1990: Chicago Joe and the Showgirl
- 1992: Candyman
- 1994: Immortal Beloved
- 1997: Anna Karenina
- 2000: Ivans xtc
- 2005: Snuff-Movie
- 2008: The Kreutzer Sonata
- 2010: Mr. Nice
- 2011: Two Jacks
- 2012: Boxing Day
- 2013: Sx Tape
- 2013: The Devil's Violinist
- 2015: Frankenstein